# Robuster Geisterpfeifenfisch
Der Robuste Geisterpfeifenfisch (Solenostomus cyanopterus), auch Seegras-Geisterpfeifenfisch genannt, lebt im Roten Meer und im tropischen Indopazifik von der Küste Ostafrikas bis zu den Fidschi-Inseln, nördlich bis zum südlichen Japan und südlich bis nach Australien.

## Merkmale
Die Art ist variabel braun, pink oder gelb gefärbt mit kleinen schwarzen und weißen Punkten. Zwischen den ersten drei Hartstrahlen der Rückenflosse befinden sich zwei längliche schwarze Flecke. Ausgewachsene Fische erreichen eine Länge von zehn Zentimetern. Es gibt 24 bis 26 Wirbel. Der Körper wird durch 27 bis 35 Knochenplatten geschützt.
Flossenformel: Dorsale V/17–22, Anale 17–22.
Die Schwanzflosse ist spatenförmig oder abgerundet, der Schwanzflossenstiel kurz, bei großen Weibchen verschwindet er ganz. Die Bauchflossen der Weibchen sind zu einer Bruttasche für das Gelege umgebildet.

## Lebensweise
Die Fische leben zunächst pelagisch und gehen erst um sich fortzupflanzen zum bodengebundenen Leben über. Sie leben dann in Tiefen bis zu 25 Metern entlang von küstennahen Riffen. Der Robuste Geisterpfeifenfisch ist monogam und stets paarweise anzutreffen. Wie bei allen Geisterpfeifenfischen bilden die Weibchen mit ihren Bauchflossen eine Bruttasche und tragen die Eier bis zum Schlupf der Jungfische mit sich herum. Sie ernähren sich von kleinen Krebstierchen.